# Развој светског рекорда у скоку увис на отвореном за жене
Скок увис у женској конкуренцији је био на свим великим атлетским такмичењима од Олимпијских игара 1928. у Амстердаму па до данас.
Резултати у скоку увис за жене незванично су се почели бележити 1922, а водила их је Међународна федерација за женски спорт ФСФИ (Fédération Sportive Féminine Internationale) која се угасила 1936. године под притиском МОКа. Резултате од 1. јула 1932. односно од Олимпијских игара 1932. у Лос Анђелесу води ИААФ и од тада се воде званични светски рекорди у скоку увис за жене.

### Светски рекорди у скоку увис за жене

#### Рекорди премаФСФИнезванични
| Редослед | Резултат | Име                 | Дад. рођ.       | Држава               | Место                         | Датум              |
| -------- | -------- | ------------------- | --------------- | -------------------- | ----------------------------- | ------------------ |
| 1.       | 1,46     | Ненси Ворхес        |                 | САД                  | Simsbury, САД                 | 20. мај 1922.      |
| 2.       | 1,485    | Elizabeth Stine     |                 | САД                  | Лионија , САД                 | 20. мај 1923.      |
| 2.       | 1,485    | Sophie Elliott-Lynn |                 | Уједињено Краљевство | Брентвуд, Енглеска            | 6. август 1923.    |
| 4.       | 1,524    | Филис Грен          |                 | Уједињено Краљевство | Лондон , Уједињено Краљевство | 11. јули 1925.     |
| 5.       | 1,552    | Филис Грен          |                 | Уједињено Краљевство | Лондон , Уједињено Краљевство | 2. август 1926.    |
| 6.       | 1,58     | Етел Катервуд       | 28. април 1908. | Канада               | Риџајна, Канада               | 6. септембар 1926. |
| 6.       | 1,58     | Лин Гисолф          | 13. јули 1910.  | Холандија            | Брисел, Белгија               | 3. јул 1928.       |
| 8.       | 1.595    | Етел Катервуд       | 28. април 1908. | Канада               | Амстердам, Холандија          | 3. јул 1927.       |
| 9.       | 1,605    | Лин Гисолф          | 13. јули 1910.  | Холандија            | Амстердам, Холандија          | 18. август 1929.   |
| 10.      | 1,62     | Лин Гисолф          | 13. јули 1910.  | Холандија            | Амстердам, Холандија          | 12. јун 1932.      |

#### Званични рекорди премаИААФ
| Пласман | Резултат | Име                | Дад. рођ.           | Држава                | Место                                 | Датум               |
| ------- | -------- | ------------------ | ------------------- | --------------------- | ------------------------------------- | ------------------- |
| 1.      | 1,65     | Џин Шајли          | 20. новембар 1911.  | САД                   | Лос Анђелес, САД                      | 4. март 1932.       |
| 1.      | 1,65     | Милдред Дидриксон  | 26. јуни 1911.      | САД                   | Лос Анђелес, САД                      | 4. март 1932.       |
| 3.      | 1,66     | Дороти Одам        | 14. март 1920.      | Уједињено Краљевство  | Брентвуд, Енглеска                    | 29. мај 1939.       |
| 3.      | 1,66     | Естер фон Херден   | 29. септембар 1924. | Трећи рајх            | Stellenbosch , Јужноафричка Република | 29. март 1941.      |
| 3.      | 1,66     | Изабел Фенинг      |                     | Швајцарска            | Лугано, Швајцарска                    | 27. јул 1941.       |
| 6.      | 1,71     | Фани Бланкерс-Кун  | 26. април 1918.     | Холандија             | Амстердам, Холандија                  | 30. мај 1943.       |
| 7.      | 1,72     | Шила Лервил        | 16. август 1928.    | Уједињено Краљевство} | Лондон, Енглеска                      | 7. јул 1951.        |
| 8.      | 1.73     | Александра Чудина  | 6. новембар 1923.   | Совјетски Савез       | Кијев, СССР                           | 22. мај 1954.       |
| 9.      | 1,74     | Телма Хопкинс      | 16. март 1936.      | Уједињено Краљевство  | Белфаст, Северна Ирска                | 5. мај 1956.        |
| 10.     | 1,75     | Јоланда Балаш      | 12. децембар 1936.  | Румунија              | Букурешт, Румунија                    | 14. јул 1956.       |
| 11.     | 1,76     | Милдред Макданијел | 3. новембар 1935.   | САД                   | Мелбурн, Аустралија                   | 1. децембар 1956.   |
| 11.     | 1,76     | Јоланда Балаш      | 12. децембар 1936.  | Румунија              | Букурешт, Румунија                    | 13. октобар 1957.   |
| 13.     | 1,77     | Ченг Фенг-ђуенг    |                     | Кина                  | Пекинг, Кина                          | 17. новембар 1957.  |
| 14.     | 1,78     | Јоланда Балаш      | 12. децембар 1936.  | Румунија              | Букурешт, Румунија                    | 7. јун 1958.        |
| 15.     | 1,80     | Јоланда Балаш      | 12. децембар 1936.  | Румунија              | Клуж, Румунија                        | 22. јуни 1958.      |
| 16.     | 1,81     | Јоланда Балаш      | 12. децембар 1936.  | Румунија              | Пољана Брашов, Румунија               | 13. јул 1958.       |
| 17.     | 1,82     | Јоланда Балаш      | 12. децембар 1936.  | Румунија              | Букурешт, Румунија                    | 4. октобар 1958.    |
| 18.     | 1,83     | Јоланда Балаш      | 12. децембар 1936.  | Румунија              | Букурешт, Румунија                    | 18. октобар 1958.   |
| 19.     | 1,84     | Јоланда Балаш      | 12. децембар 1936.  | Румунија              | Букурешт, Румунија                    | 21. септембар 1959. |
| 20.     | 1,85     | Јоланда Балаш      | 12. децембар 1936.  | Румунија              | Букурешт, Румунија                    | 6. јун 1960.        |
| 21.     | 1,86     | Јоланда Балаш      | 12. децембар 1936.  | Румунија              | Букурешт, Румунија                    | 10. јул 1960.       |
| 22.     | 1,87     | Јоланда Балаш      | 12. децембар 1936.  | Румунија              | Букурешт, Румунија                    | 15. април 1961.     |
| 23.     | 1,88     | Јоланда Балаш      | 12. децембар 1936.  | Румунија              | Букурешт, Румунија                    | 18. јун 1961.       |
| 24.     | 1,90     | Јоланда Балаш      | 12. децембар 1936.  | Румунија              | Букурешт, Румунија                    | 8. јул 1961.        |
| 25.     | 1,91     | Јоланда Балаш      | 12. децембар 1936.  | Румунија              | Букурешт, Румунија                    | 16. јул 1961.       |
| 26.     | 1,92     | Илона Гузенбауер   | 16. септембар 1947. | Аустрија              | Беч, Аустрија                         | 4. септембар 1971.  |
| 26.     | 1,92     | Улрике Мајфарт     | 4. мај 1956.        | Западна Немачка       | Букурешт, Румунија                    | 4. септембар 1972.  |
| 28.     | 1,94     | Јорданка Благоева  | 19. јануар 1947.    | Бугарска              | Загреб, СФРЈ                          | 24. септембар 1972. |
| 28.     | 1,94     | Роземари Вичас     | 4. април 1952.      | Источна Немачка       | Берлин, ДДР                           | 24. август 1974.    |
| 30.     | 1.95     | Роземари Вичас     | 4. април 1952.      | Источна Немачка       | Рим, Италија                          | 8. септембар 1974.  |
| 31.     | 1,96     | Роземари Акерман   | 4. април 1952.      | Источна Немачка       | Дрезден, ДДР                          | 8. мај 1975.        |
| 31.     | 1,96     | Роземари Акерман   | 4. април 1952.      | Источна Немачка       | Дрезден, ДДР                          | 8. мај 1975.        |
| 33.     | 1,97     | Роземари Акерман   | 4. април 1952.      | Источна Немачка       | Хелсинки, Финска                      | 4. август 1977.     |
| 33.     | 1,97     | Роземари Акерман   | 4. април 1952.      | Источна Немачка       | Берлин, ДДР                           | 26. август 1977.    |
| 35.     | 2,00     | Роземари Акерман   | 4. април 1952.      | Источна Немачка       | Берлин, ДДР                           | 26. август 1977.    |
| 36.     | 2,01     | Сара Симеони       | 19. април 1953.     | Италија               | Бреша, Италија                        | 4. август 1978.     |
| 36.     | 2,01     | Сара Симеони       | 19. април 1953.     | Италија               | Праг, Чехословачка                    | 21. август 1978.    |
| 38.     | 2,02     | Улрике Мајфарт     | 4. мај 1956.        | Западна Немачка       | Атина, Грчка                          | 8. септембар 1982.  |
| 39.     | 2,03     | Улрике Мајфарт     | 4. мај 1956.        | Западна Немачка       | Лондон, Енглеска                      | 21. август 1983.    |
| 39.     | 2,03     | Тамара Бикова      | 21. децембар 1958.  | Совјетски Савез       | Лондон, Енглеска                      | 21. август 1983.    |
| 41.     | 2,04     | Тамара Бикова      | 21. децембар 1958.  | Совјетски Савез       | Пиза, Италија                         | 25. август 1983.    |
| 42.     | 2,05     | Тамара Бикова      | 21. децембар 1958.  | Совјетски Савез       | Кијев, СССР                           | 22. јун 1984.       |
| 43.     | 2,07     | Људмила Андонова   | 6. мај 1960.        | Бугарска              | Берлин, ДДР                           | 20. јули 1984.      |
| 43.     | 2,07     | Стефка Костадинова | 25. март 1965.      | Бугарска              | Софија, Бугарска                      | 25. мај 1986.       |
| 45.     | 2,08     | Стефка Костадинова | 25. март 1965.      | Бугарска              | Софија, Бугарска                      | 31. мај 1986.       |
| 46.     | 2,09     | Стефка Костадинова | 25. март 1965.      | Бугарска              | Рим, Италија                          | 30. август 1987.    |
| 47.     | 2,10     | Јарослава Махучих  | 19. септембар 2001. | Украјина              | Париз, Француска                      | 7. јул 2024.        |